# Colonel Fabien (stanice metra v Paříži)

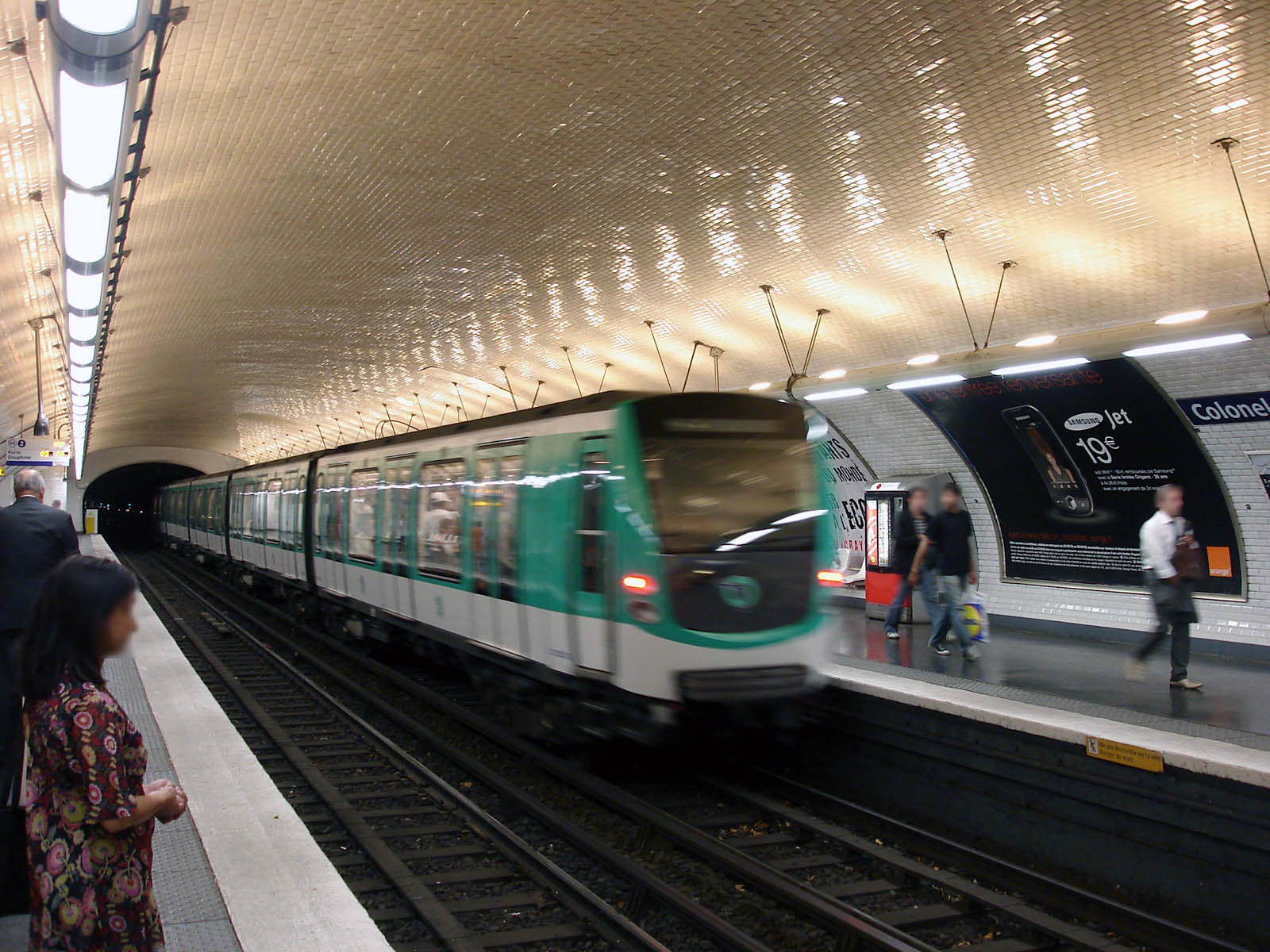
Vlak přijíždějící na nástupiště

Colonel Fabien je nepřestupní stanice pařížského metra na lince 2 na hranicích 10. a 19. obvodu v Paříži. Nachází se pod náměstím Place Colonel Fabien.

## Historie
Stanice byla otevřena 31. ledna 1903 při rozšíření linky ze stanice Anvers do Alexandre Dumas (tehdy pod názvem Bagnolet).

## Název
Stanice byla otevřena pod názvem Combat neboli Boj podle náměstí Place du Combat. Na tomto náměstí se totiž v letech 1778–1850 konaly zápasy zvířat.
Po druhé světové válce bylo náměstí přejmenováno na Place Colonel Fabien na počest Pierra Georgese (1919–1944) řečeného plukovník Fabien, člena komunistického odboje. Stanice metra byla přejmenována 19. srpna 1945.

## Vstupy
Stanice má jen jeden východ v jižní části náměstí, který vede na Boulevard de la Villette před dům č. 83.

## Zajímavosti v okolí
- Hôpital Saint-Louis
- Centrála Francouzské komunistické strany postavená v letech 1967–1972 podle plánů brazilského architekta Oscara Niemayera